# Stephania delavayi
Stephania delavayi är en tvåhjärtbladig växtart som beskrevs av Friedrich Ludwig Diels. Stephania delavayi ingår i släktet Stephania och familjen Menispermaceae. Inga underarter finns listade i Catalogue of Life.